# Leucophylleae
Leucophylleae Miers, 1850 è una tribù di piante spermatofite, dicotiledoni appartenenti alla famiglia delle Scrophulariaceae.

## Etimologia
Il nome della tribù deriva dal suo genere tipo Leucophyllum Bonpl., 1812 il cui significato è "foglie bianche" (leuko-fullon in greco antico).
Il nome scientifico della tribù è stato definito dal botanico e ingegnere inglese John Miers (1789 - 1879) nella pubblicazione "Annals and Magazine of Natural History, including Zoology, Botany, and Geology - ser. 2, 5: 252. Apr 1850" del 1850.

## Descrizione

### Portamento
Il portamento delle specie di questa tribù è erbaceo (annuale o perenne) o arbustivo; in Eremogeton è suffrutescente o anche formato da piccoli alberi. L'indumento in genere è pubescente (a volte densamente tomentoso per peli stellati), raramente sono piante glabre. I fusti sono eretti, molto ramificati e a sezione arrotondata. Queste piante contengono composti iridoidi.

### Foglie
Le foglie cauline sono sessili o brevemente picciolate; il portamento è da subopposto a alternato. La lamina ha delle forme da lanceolate a oblanceolate, oppure da ellittiche a ovoidi o strettamente ovoidi (in qualche caso sono spatolate) con apici da acuminati a ottusi e margini interi, dentati, seghettati o crenati.

### Infiorescenze

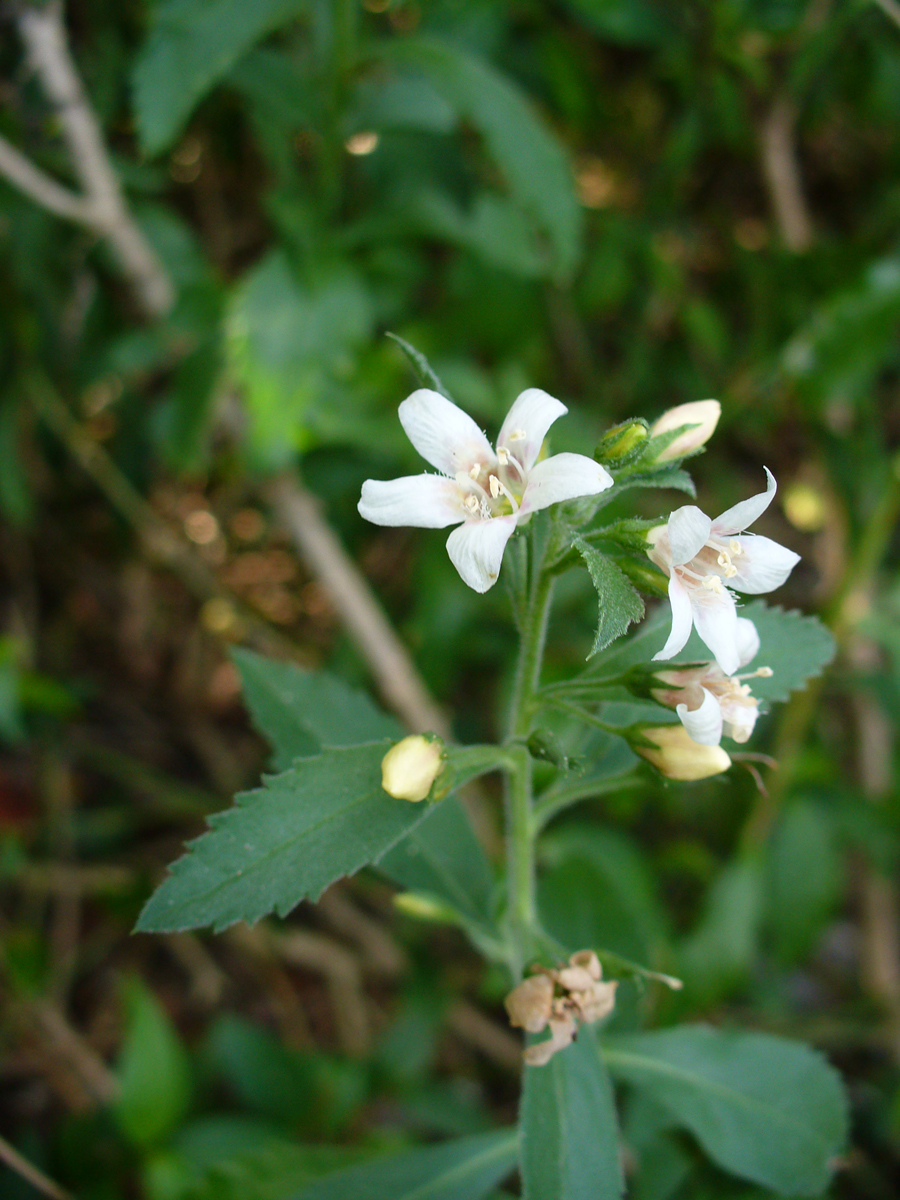
Infiorescenza
Capraria biflora

Le infiorescenze sono racemose. Le bratteole sono assenti. I fiori sono distintamente pedicellati.

### Fiori

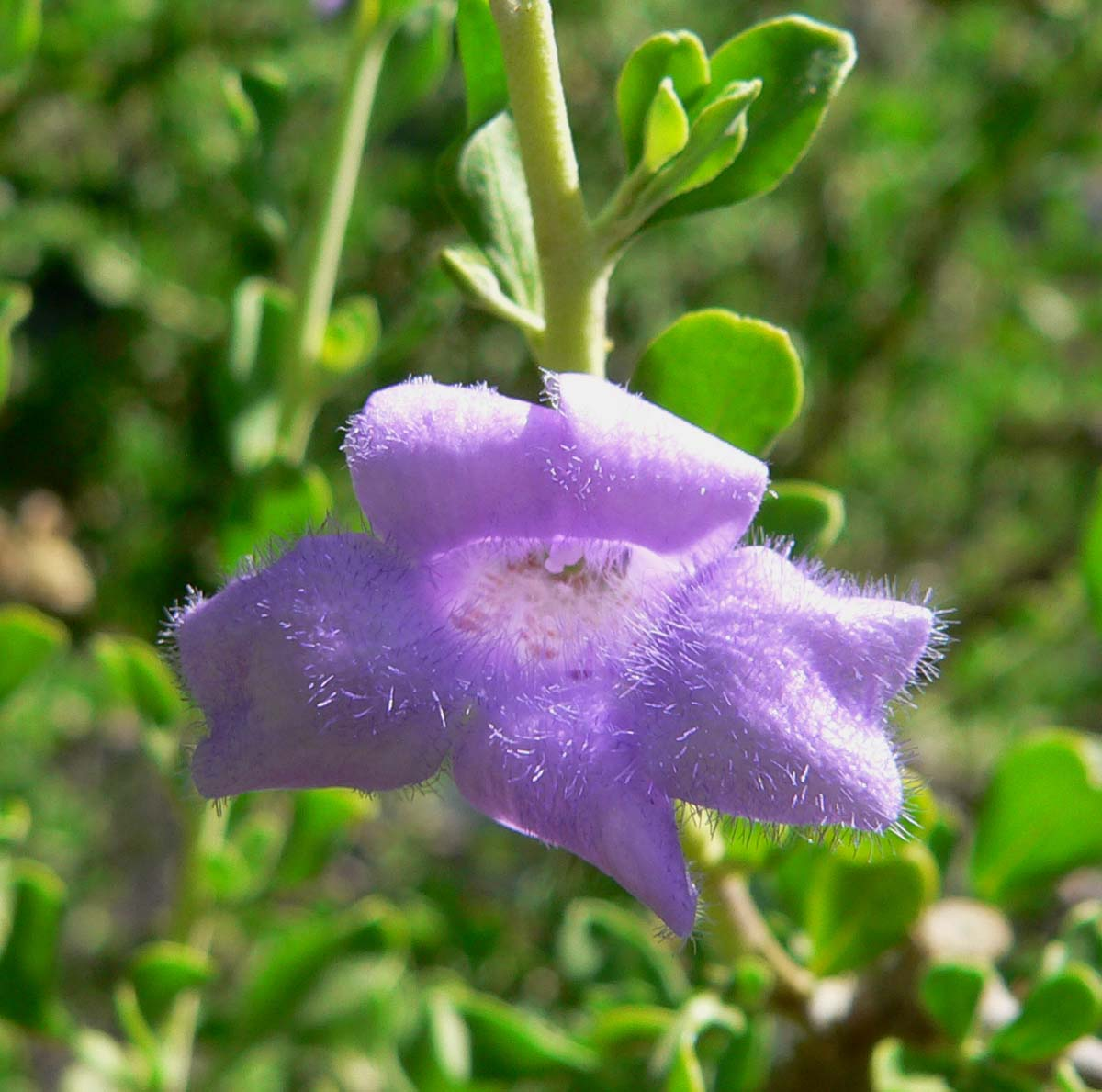
I fiori
Leucophyllum laevigatum

I fiori, ermafroditi e zigomorfi, sono tetraciclici (ossia formati da 4 verticilli: calice– corolla – androceo – gineceo), pentameri (i verticilli del perianzio hanno più o meno 5 elementi ognuno).
- Formula fiorale:

X K (4-5), [C (2+3) A 5 o 2+2 o 2], G (2), supero, capsula.
- Il calice, gamosepalo, ha una forma campanulata e termina con cinque lobi (in alcuni casi profondi) subuguali/uguali. La forma dei lobi è strettamente lanceolata con apice acuminato.

- La corolla, di tipo zigomorfo (i petali sono concresciuti) e subruotata, è formata da un tubo (a volte ampio) con forme da imbuto a campanulato terminante in cinque lobi a disposizione bilabiata. I lobi sono per lo più patenti e sono lunghi quanto il tubo. La gola può essere barbata. In Eremogeton i fiori sono grandi. Il colore è bianco, porpora o giallo.

- L'androceo è formato da 4 (5) stami didinami in Capraria e Leucophyllum, oppure 2 in Eremogeton. Gli stami sono sia sporgenti che inclusi. I filamenti sono adnati alla corolla. Le antere, libere e non sagittate, hanno due teche (antere biloculari) con portamento da separato a confluente che si aprono per mezzo di un'unica fessura distale. I granuli pollinici sono del tipo tricolporato.

- Il gineceo è bicarpellare (sincarpico - formato dall'unione di due carpelli connati). L'ovario (biloculare) è supero con forme ovoidi. Lo stilo ha uno stigma capitato o bilobato. Il disco nettarifero in genere è presente.

### Frutti
I frutti sono delle capsule con deiscenza da loculicida a setticida. I semi sono numerosi dalle forme strettamente oblunghe e con endosperma ben sviluppato; la testa è reticolata.

## Biologia
Le specie di questo raggruppamento si riproducono per limpollinazione tramite insetti (impollinazione entomogama).
La dispersione dei semi avviene inizialmente a causa del vento (dispersione anemocora); una volta caduti a terra sono dispersi soprattutto da insetti tipo formiche (mirmecoria).

## Distribuzione e habitat
La distribuzione delle specie di questa tribù è prevalentemente americana con habitat da tropicali a temperati.
| Genere                                   | Distribuzione               |
| ---------------------------------------- | --------------------------- |
| Capraria L., 1753                        | America tropicale           |
| Eremogeton Standl. & L.O. Williams, 1953 | America centrale            |
| Leucophyllum Bonpl., 1812                | Dal Messico al Nord America |

## Tassonomia
La famiglia delle Scrofulariacee comprende 59 generi e oltre 1800 specie. La famiglia è caratterizzata soprattutto dai fiori zigomorfi (bilabiati), dai sepali e petali connati, dagli stami in numero di 4 (un quinto è staminoide), dai filamenti adnati alla corolla, dalle antere biloculari e dall'ovario formato da 2 carpelli.

### Filogenesi
All'interno della famiglia la tribù è "gruppo fratello" della tribù Myoporeae e le due tribù insieme formano un clade ben definito con le tribù Aptosimeae e Hemimerideae.

### Generi
La tribù si compone di 3 generi e 25 specie:
- Capraria L., 1753 (7 spp.)
- Eremogeton Standl. & L.O. Williams, 1953 (1 sp.)
- Leucophyllum Bonpl., 1812 (17 spp.)

Note: le specie del genere Faxonanthus sono incluse nel genere Leucophyllum; mentre le specie del genere Ghiesbreghtia  sono incluse nel genere Eremogeton.